# インプロカンパニーPlatform
インプロカンパニーPlatformは、日本のインプロ専門の劇団である。
以下、Platformとのみ記載する。

## 概要
「即興役者と台本役者の化学反応」、「次世代にインプロ文化をつなぐ」をコンセプトに、2010年9月に結成。以来、東京を中心に活動。
劇団の主宰を務める住吉美紅が、Platform結成前に考案したコンセプトインプロと呼ばれる演劇手法での公演が特徴。コンセプトインプロについては#コンセプトインプロを参照。
第8 回ルナティック演劇祭で「ままごとの次第。」を再演し、審査員特別賞を受賞。
「演劇ぶっく」2015年12 月号「演劇は自由」特集に、「その探偵の名、」に関するインタビューが掲載。
2019年に開催された、第一回 at THEATRE演劇祭にて「せつな」を上演し、グランプリ受賞。
2020年1月22日より、観客動員数日本一のインプロ団体を自称している。

### 所有する権利
日本において、コンセプトインプロはPlatformの商標として登録されている。Platformは商標登録の目的について、将来コンセプトインプロが一般的で広く認知された際に、他者からブランドやアイデンティティを保護することと説明しており、当該商標を協議の上で使用することができることも公表している。
また、Platformは国際シアタースポーツ協会の発行するシアタースポーツライセンスを2013年に取得している。

## コンセプトインプロ
コンセプトインプロは、Platformおよび一部の日本の劇団で手法として用いられている即興演劇の手法。Platformではコンセプトインプロの簡易的な説明として、多くの場面で「2割台本、8割即興」と表現している。
通常、インプロでは全てのシーンを即興で作り上げるため、台本は存在しないが、コンセプトインプロでは台本および演出が存在し、世界観や物語の進行について一定の枠組み（コンセプト）が固定される。

### 役作り
コンセプトインプロにおいて、通常、主要キャストには固定の役名がつくため、通常のインプロと異なり稽古期間中に役作りが行われる。一方で、役作りの過程でインプロの手法を用いることがあるなど、制作過程においてもインプロ部分とコンセプト部分が併用される。

### アンサンブルキャスト
一般的なインプロにおいては、プレイヤーに対して固定の役が用意されないため、インプロシーンの進行に応じてプレイヤーの役回りが変わっていくことも多い。（たとえば、シーンの序盤で演じた人物と、中盤で演じる人物が異なることは多くみられる。）
一方、コンセプトインプロにおいて、多くのキャストは固定の役に応じた衣装を身に着けており、また構成にも固定部分があることから、そのような臨機応変な役回りの変更が困難であることも多い。
そのため、固定の役を持たず、臨機応変に役柄を変えることのできるキャストが用意されることがある。コンセプトインプロにおいては、彼らを台本演劇の慣習にならい、アンサンブルキャスト（通称アンサンブル）と呼ぶ。

## 上演時の役割分担
本公演などの上演時に、即興表現を行う役割分担について記載する。

### プレイヤー
舞台上でインプロを演じる俳優。

### ミュージシャン
主にシンセサイザーを用いた即興演奏を行う。インプロシーンのBGMの演奏のほか、即興ソングの伴奏を務めることもある。

### スタッフ
- 音響 - サンプラーを使い、即興でシーンに効果音を入れる。構成で決められた音楽を流す役割も持つ。
- 照明 - 劇場の照明のコントロールを行う。舞台上の照明を消す（暗転させる）ことにより、即興シーンを終了させる役割も持つ。

## 本公演
- 第1回公演「はじまりの前。」[16]
  - 2011年10月15（土）～16日（日）、全4回
  - 劇場：絵空箱（東京都）
- 第2回公演「愛とか恋とか。」[17]
  - 2012年6月15日（金）～17日（日）、全5回
  - 劇場：宇宙館（東京都）
- 第3回公演「IBRⅡ　Give your partner good end」[18]
  - 2013年5月31日（金）～6月2日（日）、全5回
  - 劇場：SPACE雑遊（東京都）
  - 即興塾本公演として2010年に上演された「IBR」の再演。
- 第4回公演「とらわれのみ。」[19]
  - 2013年11月29日（金）～12月1日（日）、全5回
  - 劇場：pit北／区域（東京都）
  - 主演：回替わり（干場明日美、江島ゆき、三浦麻理恵、住吉美紅、早さきえこ）
- 第5回公演「ままごとの次第。」[20]
  - 東京公演：2014年8月21日（木）～24日（日）、全7回
    - 劇場：ザ☆キッチンNAKANO（東京都）

  - 関西公演：2014年9月13日（土）・14日（日）、全3回
    - 劇場：町劇Akashi（兵庫県）
- 第6回公演「いと、といと。」[21]
  - 2015年3月4日（水）～8日（日）、全9回
  - 劇場：ART THEATER かもめ座（東京都）
  - 主演：小原敬生
  - 当公演から始まる「いと、といと。」シリーズについては #シリーズ作品参照。
- 第7回公演「その探偵の名、」[22]
  - 2015年9月23日（水）～27日（日）、全8回
  - 劇場：シアターグリーンBASE THEATER（東京都）
  - 主演：安見 謙一郎
  - ポアロ、ホームズの2チーム。
  - 当公演から始まる「その探偵の名、」シリーズについては #シリーズ作品参照。
- 第8回公演「正義のみかた。」[23]
  - 東京公演：2016年3月2日（水）〜7日（月）、全10回
    - 劇場：ワーサルシアター八幡山劇場（東京都）
    - Angle、Friendの2バージョン

  - 明石公演：2016年5月13日（金）〜15日（日）、全5回
    - 劇場：町劇Akashi（兵庫県）
    - Akashiバージョンのみ

  - 主演：斉藤慎介
- 第9回公演「ヒドラの匣。」[24]
  - 2016年10月6日（木）～16日（日）、全15回
  - 劇場：ワーサルシアター八幡山劇場（東京都）
  - 主演：戸草内淳基
- 第10回公演「めくる、くる、くる。」[25]
  - 2017年5月12日（金）～21日（日）、全13回
  - 劇場：上野ストアハウス（東京都）
  - 主演：住吉美紅
- 第11回公演「いと、といと。〜りりあん〜」[26]
  - 2017年12月5日（火）～10日（日）、全10回
  - 劇場：シアターグリーン BASE THEATER（東京都）
  - 主演：宮嶋野乃花
  - あんずジャム、あんず飴の2バージョン。
- 第12回公演「その探偵の名、〜エコソン少年の殺人〜」[27]
  - 2018年5月19日（土）～27日（日）、全15回
  - 劇場：シアターグリーン BASE THEATER（東京都）
  - 主演：石戸貞義
  - オレンジピップス、ブルーガーネット、イエローフェイスのトリプルキャスト。
  - 平日限定短編「レディメイの失踪」はレッドサイクルとホワイトマスクのダブルキャスト。
- 第13回公演「きみのせい。」[28]
  - 2018年11月8日（木）～13日（水）、全10回
  - 劇場：ウッディシアター中目黒（東京都）
  - 主演：早さきえこ
  - WAVE、PHOTONのダブルキャスト
- 第14回公演「シュウマツの予定。」[29]
  - 2019年4月30日（火）～5月7日（火）、全13回
  - 劇場：上野ストアハウス（東京都）
  - 主演：住吉美紅、戸草内淳基、小暮美幸（所属：劇団だるま座（当時））、柴田和人
  - AceとJokerの2バージョン
- 第15回・16回公演「ふしあわせ。」 [30]
  - 2019年12月4日（水）〜15日（日）
  - 劇場：ワーサルシアター八幡山劇場（東京都）
  - 初回・大千秋楽に特別な短編、序章・終章を追加上演する序章終章形式を初めて採用。
  - 第15回公演「セイジャの行進。」（全9回）
    - 主演：石巻遥菜
    - ナーガ、ウロボロスの2バージョン

  - 第16回公演「サイアイの君。」（全9回）
    - 主演： 斉藤らいふ
    - スカラベ、ベルゼの2バージョン
- 第17回公演「その探偵の名、～2人の名探偵と3つの謎～」[31]
  - 2020年4月30日（木）～5月4日（月）※中止
  - 劇場：シアターシャイン（東京都）
  - 主演：戸草内淳基（「その恋人の座、」バージョン）、住吉美紅（「ある老人の死、」バージョン）、石戸貞義（「あの栄光の日、」バージョン）
  - コロナ禍により延期し、同年9月にミニステージ有料配信を実施。以降本公演の実施は無期延期としていたが、のちに本公演としての中止を発表[32]
- 第18回公演「RACE」[33]
  - 2020年12月10日（木）～13日（日）、全8８回
  - 劇場：配信公演のため、非公開
  - 主演：なし
  - クラウドファンディング成功による、無料生配信・無観客公演。カラビナ、ザイルチームのダブルキャスト編成
- 第19回公演「いと、といと。〜ふちかざり〜」[34]
  - 2021年4月29日（木）～5月4日（火）、全10回
  - 劇場：ステージカフェ下北沢亭（東京都）より配信
  - 主演：伊藤綾佳（所属：ファンタスティック学園）（大正ろまんバージョン）、進藤恵太（昭和れとろバージョン）
  - クラウドファンディング成功による、無料生配信・無観客公演。序章終章形式。
- 第20回公演「正義のみかた。〜作戦決行！ふたまるまる〜」[35]
  - 2021年12月1日（水）～5日（日）、全10回
  - 劇場：JOYJOY THEATRE（東京都）より配信
  - 主演：斉藤らいふ（黄色いりんごバージョン）、住吉美紅（赤いはっさくバージョン）
  - クラウドファンディング成功による、無料生配信・無観客公演。序章終章形式。
- 第21回公演「ヒトノコトバカリ。」[36]
  - 2022年5月5日（木）～8日（日）、全10回
  - 劇場：配信公演のため非公開
  - 主演：宮嶋恵悟（ハカリゴトバージョン）、早さきえこ（コトバガリバージョン）
  - クラウドファンディング成功による、無料生配信・無観客公演。序章はなく、終章のみ大千秋楽にて上演。
- 第22回公演「ヒドラの景。」[37]
  - 2022年11月24日（木）〜27日（日）、全10回
  - 劇場：JOYJOY THEATRE（東京都）
  - 主演：戸草内淳基
  - 有観客公演と、クラウドファンディング成功による無料生配信のハイブリッド。
  - ヒトトオリと、イッセイチダイの2バージョン。
- 第23回公演「オリニフレテ。」[38]
  - 2023年5月3日（水）〜7日（日）、全12回
  - 劇場：川崎H&Bシアター（神奈川県）
  - 主演：村田結香（女囚編）、植野龍二（男囚編）
  - 有観客公演と、クラウドファンディング成功による無料生配信のハイブリッド。
  - 序章終章形式。
- 第24回公演「コウカイする男。」[39]
  - 2023年11月2日（木）～5日（日）、全10回
  - 劇場：JOYJOY THEATRE（東京都）
  - 主演：石戸貞義
  - 有観客公演と、クラウドファンディング成功による無料生配信のハイブリッド。序章はなく、終章のみ大千秋楽にて上演。
- 第25回公演「めくるくるくる。～ある夫婦のお伽話～」[40]
  - 2024年5月2日（木）～6日（月）
  - 劇場：上野ストアハウス（東京）
  - 主演：住吉美紅
  - 有観客公演。クラウドファンディング支援者限定での無料生配信のハイブリッド。序章終章形式。前半日程、後半日程でのダブルキャスト。
- 第26回公演「再犯、オリニフレテ」[41]
  - 2024年11月19日（火）～24日（日）
  - 劇場：JOYJOY THEATRE（東京都）
  - 主演：村田結香（女囚編）、植野龍二（男囚編）
  - 序章終章形式。前半日程、後半日程でのダブルキャスト。

## シリーズ作品
Platformの公演作品においては、第6回公演にて初演の「いと、といと。」がその後シリーズ化されるなど、いくつかのシリーズ作品が存在する。その中でも公演数の多い、「いと、といと。」及び「その探偵の名、」シリーズについて記載する。

### 「いと、といと。」シリーズ
初演は第6回公演「いと、といと。」。
2作目以降は糸にちなむ語句を用いたサブタイトルがつけられる。
主人公が運命の恋人や友人を、その候補者達の中から見つけ出すという構成が特徴。
- 2015年3月 - 第6回公演「いと、といと。」　主人公/高尾小鳥（演：小原敬生）
- 2015年5月 - 「いと、といと。～あやとり～」　主人公/酉井綾子（演：干場明日美）[42]
- 2017年7月 - 「いと、といと。～れーすあみ～」　主人公/陽野紫帆（演：早さきえこ）、大谷りり（演：住吉美紅）[43]
- 2017年10月 - 全国ツアー「いと、といと。～ことりあやとり～」　主人公/高尾小鳥（演：小原敬生）、酉井綾子（演：干場明日美）[44]
- 2017年12月 - 第11回公演「いと、といと。〜りりあん〜」　主人公/大谷あん（演：宮嶋野乃花）
- 2019年2月 - 「いと、といと。～つなひき～」　主人公/大谷あん（演：宮嶋野乃花）[45]
- 2020年6月 - 「いと、といと。～らんけーぶる～」　主人公/後木爽太（演：戸草内淳基）　アクサガ3の後半短編として配信上演。[46]
- 2020年8月 - 「いと、といと。～つなひき～」　主人公/小出まりな（伊藤綾佳）（所属：ファンタスティック学園）[47]
- 2021年4月 - 第19回公演「いと、といと。〜ふちかざり〜」主人公/羽根木小夜（伊藤綾佳）（所属：ファンタスティック学園）、巣箱陽太（演：進藤恵太）
- 2023年7月 - アクサガ2023同時上演作品「いと、といと。～はんぶん～」　主人公/大谷りり（演：住吉美紅）[48]
- 2024年4月 - 万能グローブガラパゴスダイナモスとのコラボ公演「飛行機がとぶ前に」上演作品「いと、といと。」 主人公/シータ（演:住吉美紅）[49]
- 2024年7月  - 「いと、といと。」　主人公/陽野紫音（演：早さきえこ）アクサガ2024夏および、インプロフェスFIND! GO! FORWARD!にて上演 [50]

### 「その探偵の名、」シリーズ
初演は第7回公演「その探偵の名、」。殺人事件の犯人を容疑者の中から見つけ出すという構成が特徴。
- 2015年9月 - 第7回公演「その探偵の名、」　被害者/チープルック（演：安見 謙一郎）
- 2018年5月 - 第12回公演「その探偵の名、〜エコソン少年の殺人〜」被害者/ロックドドア（演：石戸貞義）
- 2020年9月 - 「その探偵の名、～2人の名探偵と3つの謎～」被害者/シャッターイングラス（演：戸草内淳基）、ビューティーグロス（演：住吉美紅）、ロックドドア（演：石戸貞義）
- 2022年2月 - 「その探偵の名、～消された新郎～」　被害者/チョーク（演：宮嶋恵悟）[51]
- 2022年7月 - 「その探偵の名、～銀幕の裏で～」 被害者/ドレイクドレイク（演：植野龍二）[52]
- 2023年8月 - 「その探偵の名、～名前のない感情～」被害者/シャッターインダブリュ（演：戸草内淳基）名前のない演劇祭緑にて上演[53]
- 2024年1月 - 「それ以上でも以下でもなく、殺人」 被害者/ビューティールージュ（演:住吉美紅）アクサガ2024にて上演[54]
- 2024年3月 - 「その探偵の名、〜裸の帝王殺人事件〜」 被害者/ライフンヌ（演：斉藤らいふ） 名前のない演劇祭紫にて上演[55]
- 2024年4月 - 「その探偵の名、〜女学園教師殺人事件〜」 被害者/ビューティールージュ（演：住吉美紅）単発イベント「飛行機を見送りながら」にて上演[56]

## 本公演以外の公演・活動
- Platform杯学生シアタースポーツ大会 - 若い世代にインプロを体験してもらうためのイベントとして2014年より開始[2]。2024年3月現在、コロナ禍の影響で2019年を最後に実施されていない。
- アクサガ（旧称 アクティミリー・サーガ） - 各所の俳優にインプロの基礎稽古からショー出演を短期間で経験してもらうためのイベント。2018年以降不定期にて開催。
- 梟月村人狼 - 「最も残酷な人狼舞台」をコンセプトとした人狼ゲームコンテンツ。
- マーダーミステリー公演・配信
- プラフォVote（座・シトラスのVote Showとのコラボレーション公演）

## クラウドファンディング
2017年の本公演全国ツアー実施の資金募集以来、多くのクラウドファンディングを実施。特に2020年以降はコロナ禍における公演の延期による資金難に端を発し、「その探偵の名、２人の名探偵と3つの謎」以降、2024年5月時点で第25回公演「めくるくるくる。〜ある夫婦のお伽話〜」まで本公演のたびにクラウドファンディングを実施し、いずれも目標を達成している。
- 2017年1月 - 「いと、といと。」全国ツアー実施
  - 総支援金額 1,370,000円/目標金額1,000,000円[58]
- 2018年5月 - 第6回学生シアタースポーツ大会　公演費用
  - 総支援金額 550,000円/目標金額500,000円[59]
- 2020年4月 - 第17回公演「その探偵の名、2人の名探偵と3つの謎」
  - 総支援金額 2,629,000円/目標金額1,500,000円[57]
- 2020年5月 - 「ACTIMELEE SAGA3」「梟月村人狼」の配信公演実施
  - 総支援金額 869,000円/目標金額400,000円[60]
- 2020年10月 - 第18回公演「RACE」
  - 総支援金額 1,804,500円/目標金額1,000,000円[61]
- 2021年3月 - 第19回公演「いと、といと。〜ふちかざり〜」
  - 総支援金額 3,271,000円/目標金額2,000,000円[62]
- 2021年10月 - 第20回公演「正義のみかた。〜作戦決行！ふたまるまる〜」
  - 総支援金額 3,914,700円/目標金額2,000,000円 [63]
- 2022年3月 - 第21回公演「ヒトノコトバカリ。」
  - 総支援金額 2,810,400円/目標金額2,200,000円[64]
- 2022年10月 - 第22回公演「ヒドラの景。」
  - 総支援金額 3,050,700円/目標金額2,300,000円[65]
- 2023年3月 - 第23回公演「オリニフレテ。」
  - 総支援金額 3,111,000円/目標金額2,300,000円[66]
- 2023年9月 - 第24回公演「コウカイする男。」
  - 総支援金額2,742,000円/目標金額2,000,000円[67]
- 2024何3月 - 第25回公演「めくるくるくる。〜ある夫婦のお伽話〜」
  - 総支援金額2,588,700円/目標金額1,500,000円[68] [69]